# Анхель Рама
Анхель Рама (ісп. Ángel A. Rama; 30 квітня 1926, Монтевідео, Уругвай — 27 листопада 1983, Мехорада-дель-Кампо, Мадрид, Уругвай) — уругвайський письменник, академік і літературознавець, відомий своїми роботами щодо модернізму та теоретизації поняття «транскультурація».

## Життєпис
Народився у Монтевідео у родині галісійських іммігрантів.
Навчався в Колеж де Франс. Одружувався двічі: у 1950 з поетесою Ідою Вітале, від якої мав двох дітей  –  Клаудіо та Ампаро; а після розлучення з Вітале в 1969  – з Мартою Траба, видатною мистецтвознавицею, уродженкою Буенос-Айреса.
У 1960-х, після кількох років викладання на середньому та університетському рівнях, став директором відділу іспаноамериканської літератури Республіканського університету, державного університету Уругваю. Рама також заснував видавництва «Редакційна арка» в Монтевідео та «Редакційна галерея» в Буенос-Айресі. Протягом 1970-х займав професорські посади в численних університетах Америки, працював літературним радником бібліотеки Айякучо в Каракасі. Державний переворот уругвайського уряду застав його 27 червня 1973 року у Венесуелі, тому він прожив у вигнанні до кінця свого життя.
Рама був членом уругвайського об'єднання «Ґенерація '45», відомого також як «Критична ґенерація»: Карлос Маґґі, Мануель Флорес Мора, Емір Родріґес Моне<u>ґ</u>ал, Ідеа Віларіньо, Карлос Реаль де Азуа, Карлос Мартінес Морено, Маріо Арре<u>ґ</u>і, Маурісіо Мюллер, Хосе Педро Діас, Аманда Берен<u>ґ</u>уер, Тола Інверніцці, Маріо Бенедетті, Іда Вітале, Лібер Фалько, Хуан Кунья, Хуан Карлос Онетті та ін.
Рама часто брав участь у щотижневому огляді газети «Marca», аж до її закриття у 1974 військовим урядом Хуана Марії Бордаберрі . Рама опублікував важливі дослідження про праці Рубена Даріо, Хосе Марті, Хосе Марії Аргедаса, Хуана Карлоса Онетті, Габріеля Гарсіа Маркеса та Маріо Варгаса Льоси, та ін. Три його основоположні праці  –  «Transculturacion narrativa en America Latina», «La ciudad letrada» та «Las mascaras demokratski del del modernismo». Інтерес Рами до вивчення взаємозв'язку між грамотністю, владою та складними міськими просторами Латинської Америки привели його до розробки концепції «літерного міста», в якому переплітаються мережі різних форм грамотності.
У 1979 Рама отримав призначення професором до Університету штату Меріленд, і разом із Трабою вони оселились у сусідньому Вашингтоні, округ Колумбія. Однак у 1982 їм було відмовлено у постійній візі, і вони були змушені покинути США. Пара переїхала до Парижа, де мешкала на початку 1983, коли Президент Белісаріо Бетанкур отримав громадянство Колумбії.
Рама загинув у катастрофі рейсу авіакомпанії «Avianca Flight 011» в аеропорту Мадрид-Барахас разом із Мартою Траба, мексиканським письменником Хорхе Ібаргуенгойтія та перуанським поетом Мануелем Скорцою. Всі четверо їхали з Парижа до Колумбії на міжнародну конференцію письменників Латинської Америки.

## Праці
- Los contestatarios del poder
- La novela latinoamericana 1920-1980
- Transculturación narrativa en América Latina (1982)
- La Ciudad Letrada (1984)
- Diario 1970-1983 (посмертно)